# Boulevard Georges-Estrangin
Pour les articles homonymes, voir Georges et Estrangin.
Le boulevard Georges-Estrangin est une voie marseillaise.

## Situation et accès
Ce boulevard situé dans les 7e et 8e arrondissement de Marseille, démarre dans la continuité du boulevard Périer au sommet de la colline Notre-Dame gravie par le boulevard. Elle entame une descente en longeant les nombreuses habitations perchées du quartier du Roucas-Blanc jusqu’à se terminer sur le chemin éponyme.

## Origine du nom
Elle est baptisée en hommage à Georges Estrangin (1888-1916), militaire français, sous-lieutenant du 63e Bataillon de Chasseurs Alpins.

## Historique
Elle s’appelait à l'origine « chemin vicinal nº69 du Roucas à Gratte-Semelle » puis « boulevard Gierra » du nom de Célina Gierra, qui possédait une propriété au Vallon de l’Oriol, acquise par Antoine et César Gierra le 28 mai 1859 avant de prendre sa dénomination actuelle par délibération du conseil municipal en date du 26 février 1924.